# Cobaltoceno
El cobaltoceno, conocido también como bis(η5-ciclopentadienil)cobalto (II), es un compuesto de organocobalto con la fórmula Co(C5H5)2. Se trata de un sólido de color púrpura oscuro que sublima fácilmente ligeramente por encima de la temperatura ambiente. El cobaltoceno se descubrió poco después del ferroceno, el primer metaloceno. Debido a la facilidad con la que reacciona con el O2, el compuesto debe ser manipulado y almacenado usando técnicas de atmósfera inerte.

## Preparación y síntesis
El cobaltoceno se prepara por reacción del ciclopentadienuro de sodio (NaC5H5) con cloruro de cobalto (II) anhidro en disolución de THF. Se genera cloruro de sodio como subproducto además del producto organometálico que se purifica generalmente por sublimación a vacío:
{\displaystyle \mathrm {CoCl_{2}+2\ NaCp\longrightarrow CoCp_{2}+2\ NaCl} }
También se puede preparar a partir del complejo [Co(NH3)6Cl2]
{\displaystyle \mathrm {Co(NH_{3})_{6}Cl_{2}+2\ NaCp\longrightarrow CoCp_{2}+2\ NaCl+6\ NH_{3}} }

## Estructura, enlace y reactividad
El cobaltoceno forma unas agujas negras cristalinas de punto de fusión de entre 176-180 °C. En disolventes no polares tales como hexano o tolueno es fácilmente soluble. Es muy sensible al aire, debido a que se oxida fácilmente formando el catión de color amarillo-verdoso Cp2Co+ (Cp=ciclopentadienilo).
El átomo de cobalto del Co(C5H5)2  se "intercala" entre dos anillos de ciclopentadienilo (Cp), formando un compuesto sándwich. Las longitudes de enlace Co-C son aproximadamente de unos 2,1 Å, ligeramente más largos que el enlace Fe-C en el ferroceno.
El cobaltoceno pertenece al grupo de compuestos organometálicos llamado metalocenos. El cobaltoceno es un complejo de 19 electrones, uno más de lo que por lo general se encuentra en complejos de metales de transición, tales como el ferroceno ya comentado, que además es muy estable. (Ver la regla de los 18 electrones.) Este electrón adicional ocupa un orbital antienlazante con respecto a los enlaces de Co-C. En consecuencia, las distancias Co-C son ligeramente más largas que los enlaces Fe-C del ferroceno. Muchas reacciones químicas del cobaltoceno (Co(C5H5)2) se caracterizan por su tendencia a perder este electrón "extra", dando un catión de 18 electrones conocido como cobaltocenio:
{\displaystyle \mathrm {2\ Co(C_{5}H_{5})_{2}\ +\ I_{2}\ \longrightarrow \ 2\ [Co(C_{5}H_{5})_{2}]^{+}\ +\ 2\ I^{-}} }
{\displaystyle \qquad \ 19\ electrones\qquad \quad \qquad \ 18\ electrones}
El otro pariente cercano del cobaltoceno,es el rodoceno, que no existe como un monómero, ya que dimeriza espontáneamente por formación de un enlace C-C entre los anillos de Cp.

## Propiedades rédox del cobaltoceno
El cobaltoceno es un agente reductor de un electrón muy común en el laboratorio. De hecho, la reversibilidad de la pareja redox del Co(C5H5)2 se comporta tan bien que se puede utilizar en voltamperometría cíclica como estándar interno. Su derivado permetilado, el decametilcobaltoceno (Co(C5Me5)2) es un agente reductor particularmente potente, debido a la donación de inducción de la densidad electrónica de los 10 grupos metilo, provocando que el cobalto renuncie a su electrón "extra" más aún. Estos dos compuestos son raros ejemplos de agentes reductores que se disuelven en disolventes orgánicos no polares. Los potenciales de reducción de estos compuestos son, usando la pareja ferroceno-ferrocenio como referencia:
| Semirreacción rédox                                                                                    | E° (V) (tomando el potencial rédox del ferroceno como referencia) | Semirreacción del metal                                                    | E° (V) (tomando como referencia el electrodo estándar de hidrógeno |
| --- | ----------------------------------------------------------------- | -------------------------------------------------------------------------- | ------------------------------------------------------------------ |
| {\displaystyle \mathrm {Fe(C_{5}H_{5})_{2}^{+}\ +\ e^{-}\ \rightleftharpoons \ Fe(C_{5}H_{5})_{2}} }   | 0,000                                                             | {\displaystyle \mathrm {Fe^{3+}\ +\ e^{-}\ \rightleftharpoons \ Fe^{2+}} } | 0,77                                                               |
| {\displaystyle \mathrm {Fe(C_{5}Me_{5})_{2}^{+}\ +\ e^{-}\ \rightleftharpoons \ Fe(C_{5}Me_{5})_{2}} } | −0,59                                                             | {\displaystyle \mathrm {Fe^{3+}\ +\ e^{-}\ \rightleftharpoons \ Fe^{2+}} } | 0,77                                                               |
| {\displaystyle \mathrm {Co(C_{5}H_{5})_{2}^{+}\ +\ e^{-}\ \rightleftharpoons \ Co(C_{5}H_{5})_{2}} }   | −1,33                                                             | {\displaystyle \mathrm {Co^{3+}\ +\ e^{-}\ \rightleftharpoons \ Co^{2+}} } | 1,82                                                               |
| {\displaystyle \mathrm {Co(C_{5}Me_{5})_{2}^{+}\ +\ e^{-}\ \rightleftharpoons \ Co(C_{5}Me_{5})_{2}} } | −1,94                                                             | {\displaystyle \mathrm {Co^{3+}\ +\ e^{-}\ \rightleftharpoons \ Co^{2+}} } | 1,82                                                               |